# Kumada-koppeling
De Kumada-koppeling of Kumada-reactie is een organische reactie, meer bepaald een koppelingsreactie, die in 1972 werd gepubliceerd door Makoto Kumada en diens medewerkers. Het was de eerste koolstof-koolstof-koppelingsreactie met een nikkel- of palladiumcomplex als katalysator. De reactie staat ook bekend als de Kumada-Corriu- of Kumada-Tamao-Corriu-koppeling. Robert Corriu beschreef in 1972 namelijk onafhankelijk van Kumada een gelijkaardige koppelingsreactie.
De reactie grijpt plaats tussen een organisch halogenide of triflaat en een Grignard-reagens:
Een voorbeeld is de vorming van styreen uit vinylchloride en fenylmagnesiumbromide:
Hierbij staat dppe voor 1,2-bis(difenylfosfino)ethaan, een ligand voor de metaalkatalysator.
De reactie laat toe om een grote verscheidenheid aan organische verbindingen te bereiden uitgaande van organische halogeniden. Ze is vooral interessant voor het bereiden van niet-symmetrische biarylen (R en R' zijn dan twee verschillende arylgroepen).

## Reactiemechanisme
Het reactiemechanisme van de Kumada-koppelingsreactie start met de oxidatieve additie van het organisch halogenide aan het palladiumcomplex (1), dat omringd wordt door een aantal niet nader bepaalde liganden (L). De oxidatietoestand verandert daarbij van palladium(0) naar palladium(II) (2). Daarna volgt een transmetallatie met het Grignard-reagens, waarbij het halogeenatoom vervangen wordt door de organische restgroep (R") van het Grignard-reagens (3). De volgende stap is een trans-cis-isomerisatie, zodat de twee organische groepen (R' en R") in een cis-positie komen ten opzichte van elkaar (4). Ten slotte vindt er een reductieve eliminatie plaats van het gekoppelde reactieproduct, en wordt de palladiumkatalysator vrijgezet.
De Kumada-koppeling behoort tot de groep palladium-gekatalyseerde koppelingsreacties, waartoe ook de Negishi-, Stille-, Hiyama- en Suzuki-koppeling behoren. Al deze reacties hebben een vergelijkbaar reactiemechanisme.